# Rainer Flöhl
Rainer Flöhl (* 14. Januar 1938 in Mannheim; † 14. Februar 2016) war ein deutscher Wissenschaftsjournalist. Von 1980 bis zu seiner Pensionierung im Jahr 2003 war er Leiter des Ressorts „Natur und Wissenschaft“ der Frankfurter Allgemeinen Zeitung.

## Leben
Flöhl wuchs in Mainfranken auf; in der Oberrealschule in Haßfurt am Main absolvierte er im Jahr 1957 das Abitur. Flöhl studierte Chemie und begann nach dem Diplom im Jahr 1964 erste wissenschaftsjournalistische Artikel für die Frankfurter Allgemeine Zeitung (FAZ) zu schreiben. 1967 trat Flöhl in die Feuilletonredaktion der FAZ ein. 1974 wurde er zugleich mit einer biochemischen Arbeit über den Transport von Zuckern durch biologische Membranen (Titel: Zur radioaktiven Synthese und zur Biochemie tritiummarkierter Effektoren des Lac-Systems) promoviert. Von 1980 bis 2003 leitete Flöhl das Ressort „Natur und Wissenschaft“ der FAZ, wobei er sich selbst überwiegend mit dem Thema Medizin befasste. Sein Kürzel bei der FAZ war „R.F.“.

Mitte der 1980er Jahre leitete Flöhl die Medizinredaktion der FAZ-Tochter Die Neue Ärztliche – allgemeine Zeitung für Klinik und Praxis, einer Tageszeitung für Ärzte, die von 1985 bis 1991 erschien.

Flöhl war Mitgründer und im ersten Vorstand der Wissenschafts-Pressekonferenz.

## Auszeichnungen
- 1980: Theodor-Wolff-Preis[4]
- 1980: Publizistikpreis „Medizin im Wort“[5]
- 1981: Upjohn-Fellowship[5]
- 1992: Preis der Gesellschaft Deutscher Chemiker für Journalisten[6]
- 1995: Walter-Trummert-Medaille der Vereinigung der Deutschen Fach- und Standespresse[7]
- 1996: Goldene Feder der Deutschen Gesellschaft für Gynäkologie und Geburtshilfe[5]
- 1997: Medaille für naturwissenschaftliche Publizistik der Deutschen Physikalischen Gesellschaft[8]
- 2000: Werner-Körte-Medaille in Gold der Deutschen Gesellschaft für Chirurgie[9]
- 2003: Preis für Wissenschaftsjournalismus der Deutschen Gesellschaft für Kardiologie[10]

## Veröffentlichungen (Auswahl)
- als Hrsg. mit Jochen Fricke: Moral und Verantwortung in der Wissenschaftsvermittlung: Die Aufgabe von Wissenschaftler und Journalist. Von Haase und Koehler, Mainz 1987.